# Championnat de France d'ultimate indoor D1
Le Championnat de France d'ultimate en salle National 1, est une compétition annuelle entre les meilleurs clubs d’ultimate en salle de France. Le vainqueur de cette compétition est désigné Champion de France d’ultimate en salle. Le championnat est organisé par la Fédération Française de Flying Disc (F.F.F.D.) par l’intermédiaire de la Commission ultimate.

## Format
Douze équipes divisées en 2 poules de 6 chacune (poule A et B) se rencontrent lors d’une phase aller. Les 3 premières équipes de chaque poule se rencontrent lors de la phase retour (la poule haute), et les 3 dernières se rencontrent entre elles dans la poule basse.
Les résultats finaux désignent le champion de France d'ultimate en salle, ainsi que l’équipe ayant eu le meilleur « Esprit du jeu ». Les 3 derniers du classement de la poule basse sont relégués en Division 2.

## Palmarès
| Saison    | Champion                             | Esprit du jeu                                   |
| --------- | ------------------------------------ | ----------------------------------------------- |
| 2021-2022 | Tchac de Pornichet                   | Ré Flying Oysters de l'Ile de Ré et la Rochelle |
| 2019-2020 | Tsunami du loing de Nemours          | Tchac de Pornichet                              |
| 2012-2013 | Tchac de Pornichet                   | Sun de Créteil                                  |
| 2011-2012 | Jack'Suns de Fontenay-le-Comte       | Phoenix de Montrouge                            |
| 2010-2011 | Jack'Suns de Fontenay-le-Comte       | Sun de Créteil                                  |
| 2009-2010 | Jack'Suns de Fontenay-le-Comte       | Ultimate Vibration de Cergy-Pontoise            |
| 2008-2009 | Jack'Suns de Fontenay-le-Comte       | Friselis de Versailles                          |
| 2007-2008 | Jack'Suns de Fontenay-le-Comte       | Friselis de Versailles 2                        |
| 2006-2007 | Jack'Suns de Fontenay-le-Comte       | Bon DiscManche de Versailles                    |
| 2005-2006 | Friselis de Versailles               | Anges des Monts de Notre-Dame-de-Monts          |
| 2004-2005 | Ultimate Vibration de Cergy-Pontoise | Anges des Monts de Notre-Dame-de-Monts          |
| 2003-2004 | Flying carpet de Pontarlier          | Révolution'air de Paris                         |
| 2002-2003 | Ultimate Vibration de Cergy-Pontoise | Flying carpet de Pontarlier                     |
| 2001-2002 | Ultimate Vibration de Cergy-Pontoise | Flying carpet de Pontarlier                     |
| 2000-2001 | Ultimate Vibration de Cergy-Pontoise | Ultimate Vibration de Cergy-Pontoise            |
| 1999-2000 | Ultimate Vibration de Cergy-Pontoise | Astronef de Strasbourg                          |